# Plomall coronal

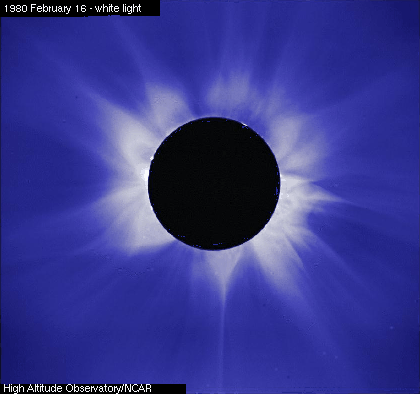
Abundància de plomalls coronals en un màxim solar

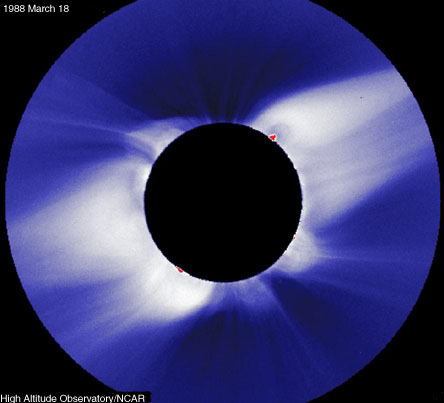
Plomalls coronals en un mínim solar

Els plomalls coronals o Helmet streamers són estructures brillants semblants a rínxols que es desenvolupen sobre regions actives del Sol. Es tracta de rínxols magnètics tancats que connecten regions de polaritat magnètica oposada. Aquests rínxols capturen els electrons i fan que llueixin molt brillants. Els vents solars allarguen aquests rínxols fins a fer-los punxeguts. S'estenen molt per sobre de les protuberàncies a la corona, i es poden observar fàcilment durant un eclipsi solar.
Els plomalls solar normalment es troben confinats al cinturó de plomalls (streamer belt en anglès) en les latituds mitjanes, i la seva distribució segueix el moviment de les regions actives durant el cicle solar. Petites gotes de plasma, o plasmoides es desprenen a vegades de les puntes dels plomalls coronals, i conformen una de les fonts del components lents del vent solar. Per contra, les formacions amb camps magnètics oberts s'anomenen forats coronals, són més foscos i són una font dels vents solars ràpids. Els plomalls coronals també poden crear ejeccions de massa coronal si un gran volum de plasma es desconnecta prop de la punta del plomall.